# Aaron Lennon
Aaron Justin Lennon (nascut el 16 d'abril de 1987) és un futbolista anglès que actualment juga al Everton. Lennon és jugador més baix de la Premier League i és considerat un dels més ràpids a Anglaterra.

## Carrera esportiva
Lennon debutà amb el Leeds United FC en la FA Premier League el 2003 amb 16 anys i 129 dies d'edat, convertint-se així en el futbolista més jove de la història a disputar un partit oficial de la màxima categoria anglesa. Al juny de 2005, donats els severs problemes econòmics del Leeds, fou transferit al Tottenham Hotspur FC per £ 1.000.000. Amb els spurs debutà a l'agost d'aquest any davant el Chelsea FC i anotà el seu primer gol en la victòria davant el Birmingham City. Amb el Tottenham destacà ràpidament pel seu control de pilota en velocitat, que li valgué el seu sobrenom "Roadrunner" (correcamins).
Una vegada finalitzada la temporada 05-06 fou inclòs en la nòmina per al premi "Millor Jugador Jove" de la lliga anglesa que, finalment, guanyà Wayne Rooney del Manchester United FC. El 8 de gener de 2007, Aaron Lennon amplià el seu vincle contractual amb els spurs fins a 2012.

## Internacional
Lennon tingué la seva primer participació amb la selecció de futbol d'Anglaterra a l'octubre de 2005 jugant per al combinat Sub-21. Poc després, anà de sobte convocat per Sven-Göran Eriksson per a integrar el planter anglès en la Copa Mundial de Futbol de 2006 en comptes de Shaun Wright-Phillips que es perfilava per a ocupar aquest lloc. Amb el seleccionat major jugà per primera vegada en els amistosos previs al Mundial 2006 davant Belarús i Jamaica.
El seu debut en la Copa del Món es donà en el segon partit de la primera ronda davant Trinidad i Tobago en l'ajustada victòria del combinat anglès. Després, en vuitens de final, tingué una destacada actuació en la trobada davant Portugal quan ingressà en reemplaçament del lesionat David Beckham i fou reemplaçat poc abans de la tanda de penals per Jamie Carragher. Irònicament, Carragher fou qui errà el penal decisiu.

## Palmarès
Tottenham Hotspur
- 1 Copa de la lliga anglesa: 2007-08.